# Yozyovon
Yozyovon ist eine Siedlung städtischen Typs (shaharcha) in der usbekischen Viloyat Fargʻona im Ferghanatal und Hauptort des gleichnamigen Bezirks.
Der Ort liegt etwa 30 km nördlich der Viloyathauptstadt Fargʻona an der Grenze zu der Viloyat Andijon und etwa 40 km südlich von Namangan.
Im Jahr 1974 erhielt Yozyovon den Status einer Siedlung städtischen Typs. Gemäß der Bevölkerungszählung 1989 hatte der Ort 7458 Einwohner, einer Berechnung für 2000 zufolge betrug die Einwohnerzahl 10.900.